# Sainte-Barbe-sur-Gaillon
Sainte-Barbe-sur-Gaillon era una comuna francesa situada en el departamento de Eure, de la región de Normandía, que el 1 de enero de 2016 pasó a ser una comuna delegada de la comuna nueva de Le Val-d'Hazey al fusionarse con las comunas de Aubevoye y Vieux-Villez.

## Demografía
| Gráfica de evolución demográfica de Sainte-Barbe-sur-Gaillon entre 1800 y 2013 |
|                                                                                |

Los datos demográficos contemplados en este gráfico de la comuna de Sainte-Barbe-sur-Gaillon se han cogido de 1800 a 1999 de la página francesa EHESS/Cassini, y los demás datos de la página del INSEE.